# غواصة يو-112
كانت الغواصة يو-101 واحدة من 329 غواصة خدمت في البحرية الإمبراطورية الألمانية خلال الحرب العالمية الأولى.